# Adiantopsis radiata
Adiantopsis radiata là một loài thực vật có mạch trong họ Adiantaceae. Loài này được (L.) Fée miêu tả khoa học đầu tiên năm 1852.